# Brvenik Naselje
Brvenik Naselje (em cirílico: Брвеник Насеље) é uma vila da Sérvia localizada no município de Ráscia, pertencente ao distrito de Ráscia, na região de Ráscia. A sua população era de 393 habitantes segundo o censo de 2011.

## Demografia
| 1948 | 1953 | 1961 | 1971 | 1981 | 1991 | 2002 | 2011 |
| ---- | ---- | ---- | ---- | ---- | ---- | ---- | ---- |
| 169  | 155  | 208  | 253  | 283  | 414  | 408  | 393  |